# Sheyene Gerardi
Sheyene Gerardi (nascida em 13 de abril) é uma atriz, produtora e executiva de mídia venezuelana. Ela é a líder de divulgação de robótica na NASA (CLASS). Gerardi é fundadora do Instituto Sheyene e da Rede Sheyene Gerardi (SGN), e opera duas organizações filantrópicas por meio da Fundação Sheyene Gerardi. A Escola Sheyene, para abordar a alfabetização tecnológica. O Sheyene e-health, uma rede eletrônica de distribuição de informações de saúde para doenças raras, após se tornar um sobrevivente de um linfoma não-Hodgkin de células peluda, esplênicas -B pequenas, um câncer raro. Sheyene é membro da Associação Internacional de Ciência Política (IPSA), da Sociedade Americana de Direito Internacional e membro da Liga Internacional das Mulheres pela Paz e Liberdade
Ela está trabalhando com governos introduzindo a educação em robótica em comunidades de poucos recursos ou áreas de conflito, como escolas rurais, campos de refugiados, sistemas escolares não formais e sistema prisional.

## Juventude e carreira

### Entretenimento
Sua carreira como modelo profissional começou em conjunto com sua educação médica; antes de ingressar na universidade, ela representou sua escola em competições de matemática e química. Sheyene estudou Medicina na Universidad Central de Venezuela. Ela trabalhou como modelo a tempo parcial e participou do concurso de Miss Venezuela. Durante seu tempo na universidade, a escola mergulhou em turbulência, chegando à beira de fechar quando os alunos protestaram. Por volta dessa época, um produtor de TV descobriu Sheyene, e ela ganhou um papel de protagonista em uma série popular de novela que foi transmitida internacionalmente. Sheyene é conhecida por seu trabalho em mais de 30 países, incluindo Rússia, Alemanha, Peru, Equador, Colômbia e Porto Rico. Dada sua influência na cultura, uma fundação de caridade sem fins lucrativos em Barlovento, Venezuela - a Escola Sheyene - leva o seu nome.
Gerardi já ganhou diversos prêmios como o Emmy Award, o prêmio 2 de Oro. Ela recebeu a chave da cidade em Barlovento, o prêmio Meridiano de Oro e o Imagen Awards. A atriz também tem créditos em papéis como apresentadora de TV. Em 2016, Gerardi foi nomeada Influenciadora Mogul na cidade de Nova York.

### Carreira posterior
Sheyene é a fundadora da Sheyene Gerardi Network (SGN), uma rede de mídia de comunicação, dedicada a promover a conscientização relacionada à revolução espacial.
Em 9 de março de 2020, Sheyene começou a apresentar um documentário de programa de TV intitulado "To the Moon and Back with Sheyene Gerardi" distribuído pela televisão a cabo, onde Sheyene tem como objetivo educar sobre os desenvolvimentos tecnológicos de ponta. Sheyene também é a produtora executiva desta série.

## NASA
Sheyene Gerardi está trabalhando com a NASA Kennedy Space Center Swamp Works e o Florida Space Institute (FSI) para ensinar engenharia planetária e criar competições de robótica para crianças de baixa renda por meio da Sheyene School.
Em 2018, Sheyene foi apontado como o chumbo para Robotics Outreach na NASA, ‘s Center for Lunar e Superfície Asteroid Science (CLASS) O Sistema de Exploração Research Institute Solar Virtual (SSERVI) e o Instituto Espacial da Flórida rede (FSI). Ela está trabalhando com governos introduzindo a educação em robótica em comunidades de poucos recursos ou áreas de conflito, como escolas rurais, campos de refugiados e sistemas escolares não formais. O programa está atendendo os sistemas penitenciários, oferecendo assistência com educação a pessoas que foram condenadas injustamente.

## Carreira empresarial

### Instituto Sheyene
Depois de se envolver com a NASA, Sheyene fundou o Instituto Sheyene, uma empresa que trabalha com tecnologias para minerar recursos na Lua, Marte e asteróides. O instituto realiza pesquisa aplicada e desenvolvimento em Tecnologias de Navegação Autônoma (ANTs).

### Sheyene Gerardi Technologies
Sheyene atua na área de robótica voltada para a mineração autônoma e carros autônomos. Durante seu papel em NASA, Sheyene estabeleceu uma empresa de robótica derivada do Sheyene Institute para comercializar sua linha de produtos de robótica para uso industrial e comercial.

## Ativismo e Política

### Política
Em abril de 2020, Sheyene se matriculou na Universidade de Nápoles Federico II para se formar em Ciências Políticas . Sheyene está trabalhando atualmente com governos e organizações internacionais para introduzir a educação em robótica em comunidades de poucos recursos ou áreas de conflito, como escolas rurais, campos de refugiados, sistemas escolares não formais e sistemas prisionais em conjunto com produções de entretenimento para mudança social para educar o público e para guiá-los a tomar medidas.

### Direitos humanos e ativismo pela paz
Em 2020, Gerardi ingressou na Sociedade Americana de Direito Internacional e envolveu-se com a Liga Internacional das Mulheres pela Paz e Liberdade. Na “carta do fundador do Sheyene Institute”, Gerardi enfatizou a importância do papel do entretenimento com um interesse de longa data em questões sociais como a alfabetização tecnológica e a revolução espacial, bem como o trabalho de assentamento para elevar pessoas mal representadas a Estimular a Participação em Competitividade e Empreendedorismo Aeroespacial (SPACE), um movimento destinado a promover a participação do cidadão e o aumento da propriedade da indústria espacial.

## Afiliações institucionais
Sheyene é membro da American Political Science Association (APSA), membro da International Political Science Association (IPSA) e do comitê de ética profissional, direitos e liberdades. Gerardi é membro da L'association française de science politique (AFSP). Sheyene também é membro da American Society of International Law; e membro da Liga Internacional de Mulheres pela Paz e Liberdade.
Sheyene é membro do grupo do comitê de Lei e Ética da Robótica e consultora estratégica do Comitê de Próxima Geração da Sociedade de Robótica do Japão, membro do Instituto de Engenheiros Elétricos e Eletrônicos (IEEE) e da Sociedade de Robótica e Automação (IEEE RAS) .

## Educação
Gerardi formou-se em Arte em instituições como a Universidade Charles III de Madrid (UC3M), o Instituto de Arte Sotheby's e a Universidade Central da Venezuela. Sheyene foi aceita em um programa de mestrado em Utilização de Recursos Espaciais (ISRU), oferecido pelo Centro da NASA para Ciência Lunar e de Superfície Asteróide (CLASS), ela obteve uma certificação de mestrado em Utilização de Recursos Espaciais com nota final de 100%, em 2018. Sheyene entrou na Universidade de Nápoles Federico II em 2020, para estudar Ciências Políticas e para um programa de método de Monte Carlo na Universidade de Stanford.

## Vida pessoal
Em 2006, sua mãe e seu pai morreram em um acidente automobilístico, deixando Sheyene sem parentes vivos. Um ano depois, ela recebeu o diagnóstico de linfoma avançado estágio IV, um tipo muito raro de câncer com apenas 60 casos relatados em todo o mundo, sem sobreviventes. O câncer se espalhou por 85% de seu corpo e os médicos deram-lhe três meses de vida. Sheyene foi tratada pelo Dr. Humberto Caldera, em Flórida. Durante seus tratamentos de quimioterapia, Gerardi trabalhou em dois filmes no México, primeiro, estrelou em La virgen de la caridad del cobre. Seis meses depois, em Santa Juanita de los lagos. Gerardi fez três anos de quimioterapia, ela não sofreu queda de cabelo.
A família de Sheyene é proprietária e opera empresas de mineração na Venezuela, desde 1954. Sheyene Gerardi atua como CEO da empresa depois que seus pais faleceram. Sheyene cresceu uma ávida fã de corridas, seu pai era um piloto de corridas na Venezuela; ele teve cinco vitórias consecutivas antes de morrer. Sheyene falou sobre sua paixão pela vela, ela é capitã de iate certificada e dona de um iate com seu nome em Flórida.

## Filantropia
Sheyene opera duas organizações filantrópicas por meio da Fundação Sheyene Gerardi. A Sheyene Escola, uma filial sem fins lucrativos do Sheyene Institute, para abordar a alfabetização tecnológica em robótica e áreas relacionadas com STEM, para crianças de baixa renda em regiões subdesenvolvidas; e Sheyene E-health, que oferece consultas médicas gratuitas via Internet, e-mail e telefone para pessoas que sofrem de doenças raras.

## Filmografia
| Ano       | Título                                    | Rol                            | País |
| --------- | ----------------------------------------- | ------------------------------ | --- |
| 1998      | Hoy te vi                                 | Perla                          | Equador, URSSR, Polônia, República Dominicana, Honduras, Estados Unidos, Porto Rico, Países Árabes, Israel |
| 1998      | Niña Mimada                               | La Araña                       | Panamá, Equador, Paraguai, República Dominicana, Nicarágua, Guatemala, El Salvador, Estados Unidos, Porto Rico, Romênia, Rússia |
| 2003-2004 | La Invasora                               | Yoly                           | Panamá, Equador, Paraguai, República Dominicana, Nicarágua, Guatemala, El Salvador, Estados Unidos, Porto Rico, Romênia, Rússia |
| 2004–2005 | Mujer con pantalones                      | Guillermina Peréz              | Venezuela, Paraguai, El Salvador, Panamá, Equador, Bulgária, República Dominicana, Estados Unidos, Porto Rico, Albânia, Honduras, Espanha, Armênia, Guatemala, Cazaquistão, Azerbaijão, Geórgia, Uzbequistão, Nicarágua, Romênia, Rússia, Argentina, Chile, Uruguai, Peru, Turquia, Islândia, Kosovo, Uzbequistão, Polônia, países árabes, Israel          |
| 2006–2007 | Por todo lo alto                          | Sonia                          | Venezuela, Paraguai, El Salvador, Panamá, Equador, Bulgária, República Dominicana, Estados Unidos, Porto Rico, Albânia, Honduras, Espanha, Armênia, Guatemala, Cazaquistão, Azerbaijão, Geórgia, Uzbequistão, Nicarágua, Romênia, Rússia, Argentina, Chile, Uruguai, Peru, Turquia, Islândia, Kosovo, Uzbequistão, Polônia, países árabes, Israel          |
| 2007–2008 | Camaleona                                 | Susana Rincón                  | Venezuela, Paraguai, El Salvador, Panamá, Equador, Bulgária, República Dominicana, Estados Unidos, Porto Rico, Albânia, Honduras, Espanha, Armênia, Guatemala, Cazaquistão, Azerbaijão, Geórgia, Uzbequistão, Nicarágua, Romênia, Rússia, Argentina, Chile, Uruguai, Peru, Turquia, Islândia, Kosovo, Uzbequistão, Polônia, países árabes, Israel          |
| 2008–2009 | La virgen de la caridad del cobre         | Martha                         | Venezuela, México, Espanha, Colômbia, Bulgária, Peru, República Dominicana, Guatemala, Nicarágua, Paraguai, Porto Rico, Estados Unidos, Honduras, El Salvador |
| 2010–2011 | Santa Juanita de Los Lagos                |                                | Venezuela, México, Espanha, Colômbia, Bulgária, Peru, República Dominicana, Guatemala, Nicarágua, Paraguai, Porto Rico, Estados Unidos, Honduras, El Salvador |
| 2012–2013 | Esta noche sua noite                      | Hospedeiro                     | Estados Unidos, Porto Rico, Panamá, Equador, Paraguai, República Dominicana, Nicarágua, Guatemala, El Salvador, Romênia, Rússia, Venezuela, Colômbia, Peru, México, Argentina, Chile, Uruguai |
| 2013–2014 | Los Implicados                            | Hospedeiro                     | Estados Unidos, Porto Rico, Panamá, Equador, Paraguai, República Dominicana, Nicarágua, Guatemala, El Salvador, Romênia, Rússia, Venezuela, Colômbia, Peru, México, Argentina, Chile, Uruguai |
| 2014–2015 | Um tacon quitao                           | Hospedeiro                     | Estados Unidos, Porto Rico, Panamá, Equador, Paraguai, República Dominicana, Nicarágua, Guatemala, El Salvador, Romênia, Rússia, Venezuela, Colômbia, Peru, México, Argentina, Chile, Uruguai |
| 2017–2018 | Noticiero Telemundo                       | Âncora                         | Venezuela, Paraguai, El Salvador, Panamá, Equador, Bulgária, República Dominicana, Estados Unidos, Porto Rico, Albânia, Honduras, Espanha, Armênia, Guatemala, Cazaquistão, Azerbaijão, Geórgia, Uzbequistão, Nicarágua, Romênia, Rússia, Argentina, Chile, Uruguai, Peru, Turquia, Islândia, Kosovo, Uzbequistão, Polônia, países árabes, Israel, África. |
| 2020      | Para a lua e de volta com Sheyene Gerardi | Produtor Anfitrião / Executivo | DISH Network, DIRECTV, Verizon FiOS TV, comunicação Univision, Discovery Channel, History Channel, A&E |

## Prêmios
| Ano  | Prêmio                  | Categoria                                                        | Telenovela                | Resultado |
| ---- | ----------------------- | ---------------------------------------------------------------- | ------------------------- | --------- |
| 2007 | Premios 2 de Oro        | Actriz internacional del año (Melhor Atriz em Papel Principal)   | Por todo lo alto          | Venceu    |
| 2007 | Premios 2 de Oro        | Actuaciones especiales del año (desempenho notável de uma atriz) | Por todo lo alto          | Venceu    |
| 2009 | Premio Meridiano de Oro | Actriz internacional del año (Melhor Atriz em Papel Principal)   | Camaleona                 | Venceu    |
| 2010 | Llave de Barlovento     | Prêmio de Responsabilidade Social (prêmio honorário)             | Contribuição filantrópica |           |
| 2017 | Prêmio Emmy             | Noticiário excepcional ou revista de notícias em espanhol        | Noticiero Telemundo       | Venceu    |
| 2017 | Prêmio Emmy             | Excelente cobertura de uma notícia de última hora em espanhol    | Noticiero Telemundo       | Indicado  |
| 2017 | Prêmio Emmy             | Excelente Jornalismo Investigativo em Espanhol                   | Noticiero Telemundo       | Venceu    |